# 科幻世界

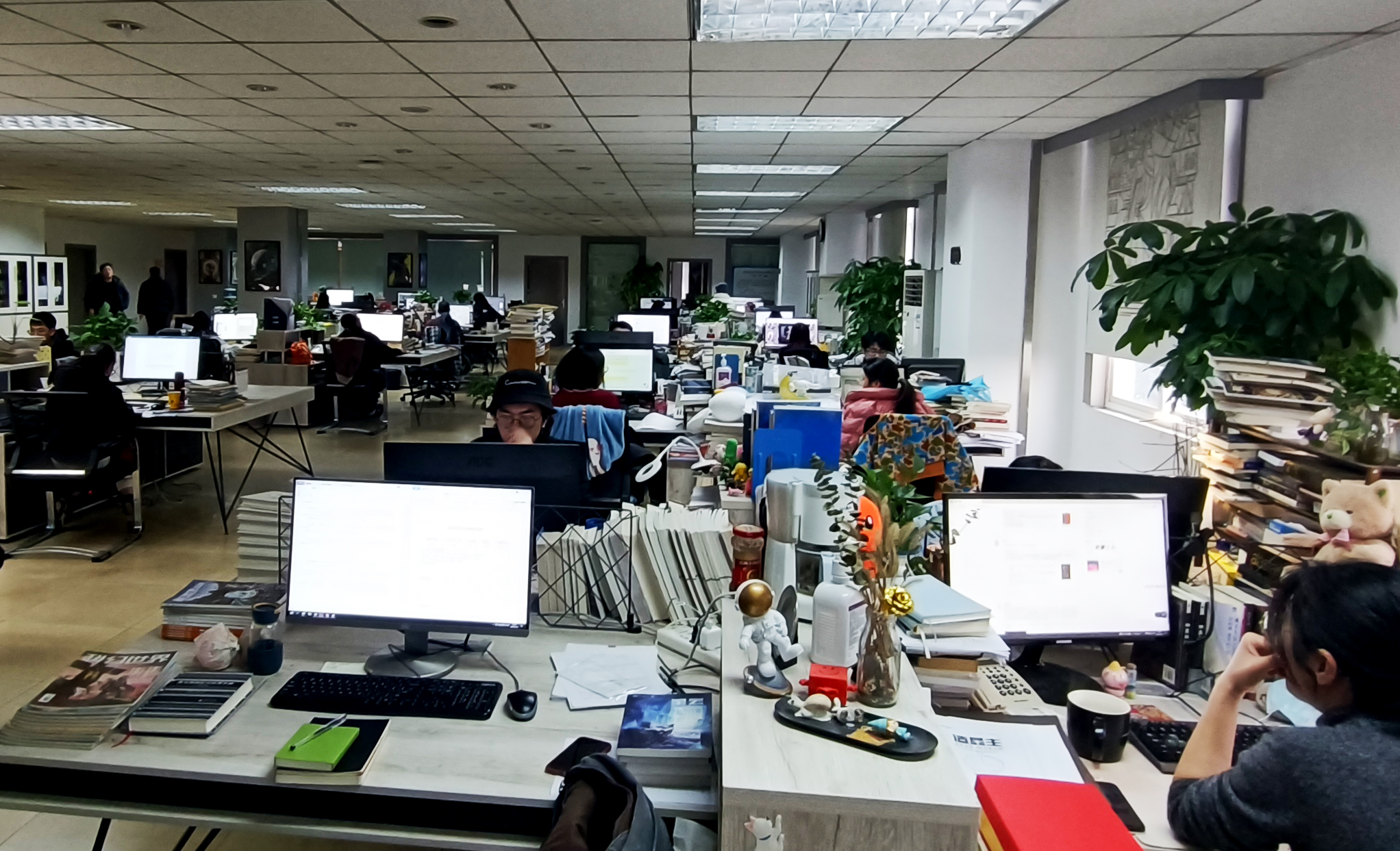
科幻世界杂志社编辑部内景

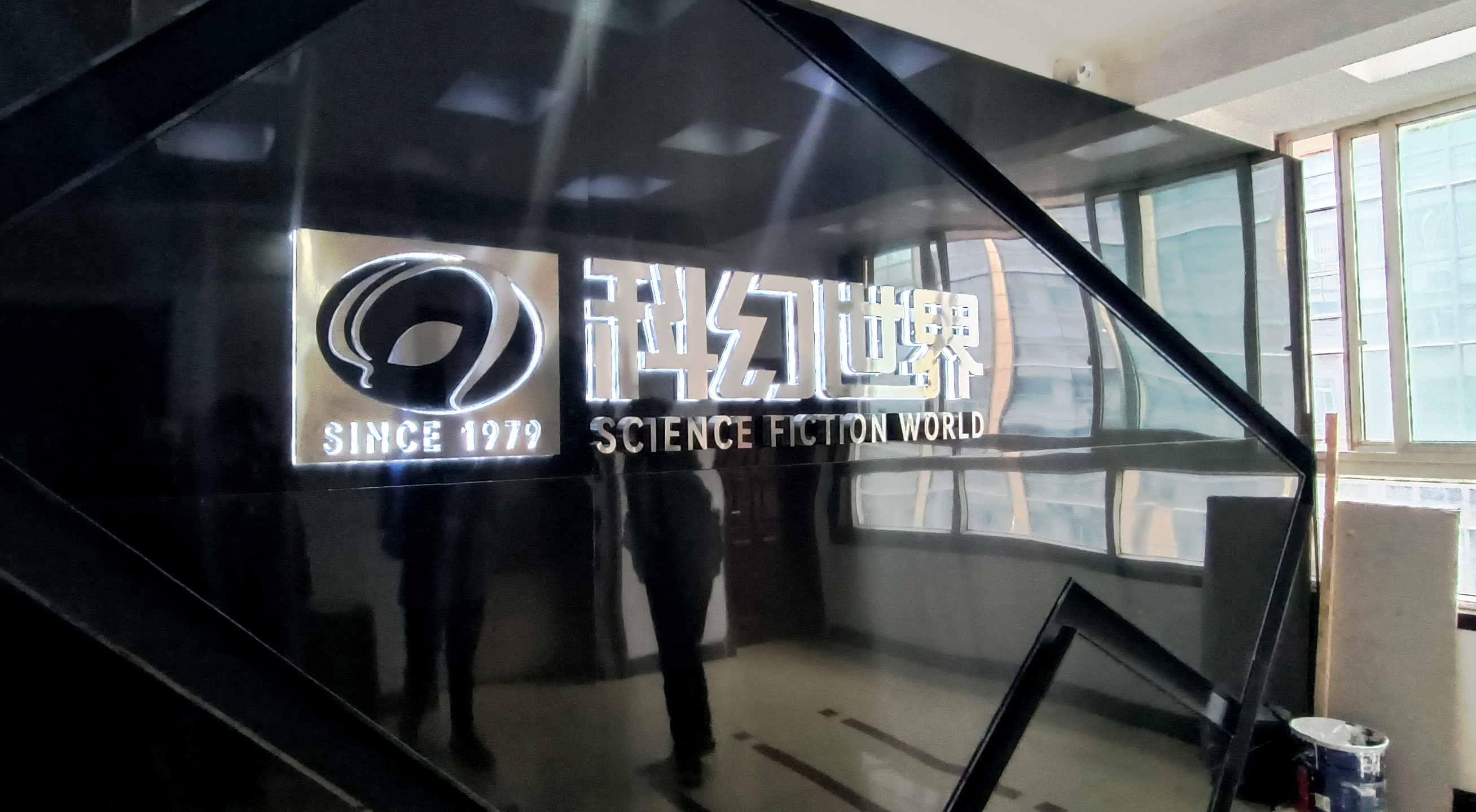
科幻世界杂志社编辑部

《科幻世界》（英語：Science Fiction World）是总部位于中华人民共和国四川省成都市的中文月刊，创刊于1979年，前身是《奇谈》和《科学文艺》，是中国乃至世界发行量最大的科幻小说杂志之一，曾获得“世界科幻协会最佳期刊奖 ”，并入选“中国百种重点社科期刊”。

## 杂志社
1995年之前，《科幻世界》仅发行单一杂志。 科幻世界杂志社同时发行多种面向不同群体的科幻、奇幻类刊物，包括《科幻世界画刊·小牛顿》（现为购买台湾《小牛顿》版权的少儿科普杂志）、《飛·奇幻世界》（2013年第6期后停刊）、《科幻世界下半月版·译文版》、《惊奇档案》（已停刊）以及对外合作的《飞·99°》、《商·蜀商》等杂志。
科幻世界杂志社还不定期出版丛刊《星云》（已出至《星云VII》（中篇合辑）），主要刊载国内外原创长篇和中篇科幻小说。

### 银河奖
科幻世界杂志社主办的银河奖每年评出中国大陆最佳科幻小说和科幻美术作品，该奖项最初设立于1986年。2008年，银河奖增设奇幻小说奖项。

## 历史
2000年时该杂志的发行量已达到40万，成为当时世界上发行量最大的科幻杂志，但2007年开始销量下滑，2014年时已不足20万。
科幻世界杂志社历任社长、总编辑包括刘佳寿、张尔杰、杨潇、阿来、秦莉、李昶等。
1980年，《科学文艺》编辑部借址成都市人民南路四段10号军区招待所3楼；之后，搬迁进入对面的四川省科协大楼11层。1981年左右，编辑部的主要文字编辑包括李理、杨潇（杨小万）、谭楷、贾万超、胡季英、莫树清等，美术编辑由向际纯担任。当时的作者大多是文学爱好者、科学爱好者。他们遭遇了多次经营的低潮，一方面通过出版儿童故事、卡片等养活杂志社，一方面积极进行国际交流活动，尤其是与日本科幻研究者岩上治。他们还专门前往荷兰参加了世界科幻大会，将杂志从科普、科幻的定位转向了科幻方向。 1995年，杂志从四川省科协所属的事业单位转变为企业。
包括2010年，《科幻世界》传出编辑要求撤消主编李昶的事件。2010年4月1日，四川省科协宣布对时任科幻世界社长的李昶暂时停职，8月30日正式免去其职务，由副社长刘成树主持工作。
之后四川科协又派出万时红担任社长，2014年8月却再次被联名举报，于是其在2015年第一期杂志出版之前被撤。2015年1月8日，四川省新闻出版广电局和四川省版权局正式对杂志社做出警告及罚款、停刊等处分。刘成树再次主持工作。
该期刊在2018年被中华人民共和国国家新闻出版广电总局新闻报刊司评为2017年全国“百强报刊”。
2019年12月20日11时22分，以该杂志命名的“科幻世界号” AI卫星（星时代-8）在太原卫星发射中心随长征四号乙发射。它是成都国星宇航与北京微纳星空联合开发的，是世界上第一个以科幻机构命名的卫星。
2024年10月23日，《科幻世界》副总编辑姚海军因涉嫌严重违纪违法，接受四川省纪委的纪律审查和泸州市监委的监察调查。此前姚海军缺席9月28日举行的第35届中国科幻银河奖颁奖典礼和10月18日至19日天问华语科幻文学大赛系列活动。

## 出版

### 次世代星球系列
- 赛博朋克2077：创伤小组（脚本：卡伦·邦恩、漫画：米格尔·巴尔德拉马）
- 对马岛之魂艺术设定集（作者：突袭游戏工作室）
- 明日边缘（原作：樱坂洋、改编：竹内良辅、原作插画：安倍吉俊、漫画：小畑健）
- 赛博朋克2077：你的声音（脚本：亚历山德拉·莫蒂卡 、马尔钦·布拉沙、漫画：达尼耶尔·热热利）
- 赛博朋克2077：强尼何在（脚本：巴尔托什·斯泽波尔、漫画：扬尼斯·米洛诺扬尼斯）
- 赛博朋克2077：夜城迷梦（脚本：巴尔托什·斯泽波尔、漫画：阿莱西奥·菲奥里内罗、菲利佩·安德拉德）
- 沙丘：官方电影版图像小说（脚本：莉拉·斯特奇斯、漫画：德鲁·约翰逊）
- 世界科幻史：一场漫画奇旅 （作者：格扎维埃·多洛）
  - 整合英、法版内容
- 沙漠大冒险（作者：鸟山明）
- 猫魔人（作者：鸟山明）
- 卡吉卡（作者：鸟山明）
- 赛博朋克 2077：绝非巧合（作者：拉法乌·科希克）
- 逐梦世界：<灌篮高手>奖学金学员访谈集（作者：宫地阳子、伊藤亮）
- 赛博朋克 2077：一诺千金
- 雷雷雷（作者：芳明慧）[8]
- 青色芦苇（作者：小林有吾）
- 《刺客信条：影》艺术设定集
- 《蝙蝠侠：哥谭市鸡尾酒官方调制指南》
- 《克苏鲁酒单：洛夫克拉夫特故事中的灵药和烈酒》
- 《兽王与药草》（原作：艮田龙和、漫画：坂野旭（日语：坂野旭））[9]